# Брессан, Александр Иванович
Александр Иванович Брессан (де Брессан) (1719 — 1 января 1779) — камердинер великого князя Петра Фёдоровича, директор Шпалерной мануфактуры и президент Мануфактур-коллегии, статский советник.

## Происхождение
Согласно дипломам на дворянство, предки Брессана были «французскими дворянами в княжестве в Монако». Прадед Александра Гиацинт де Брессан получил дворянство от короля Франции Людовика XIV, был кавалером ордена Святого Михаила, обер-камер-юнкером князя Монако и губернатором города Ментона, а дед Шевалье де Брессан являлся шталмейстером принцессы Монакской и был кавалером ордена Святого Лазаря. Отец Александра — Жан Батист был капитаном французской службы.

## Биография
В молодости Брессан жил во Франции, где получил хорошее образование, особенно в области камеральных наук, искусств и торговли.
Приехал в Россию в 1749 году. Два года спустя принял в Москве православие, восприемниками при крещении были камергер князь Александр Трубецкой и его племянница, графиня Прасковья Юрьевна Салтыкова.
29 июня 1752 года по «именному изустному указу» императрицы Елизаветы Брессан был определён в камердинеры к великому князю Петру Фёдоровичу. В этой должности он заслужил полное доверие наследника.
14 марта 1754 года Брессан подал прошение о принятии его в число «российского шляхетства» на основании представленных сведений о дворянстве его отца, деда и прадеда. 3 мая того же года Правительствующий Сенат приказал по докладу Герольдмейстерской конторы внести Брессана в дворянский список, но составленный патент на дворянство, представленный на подпись императрице в 1756 году, остался неподписанным.
После вступления на престол в декабре 1761 года, император Петр III щедро вознаградил своего камердинера за службу: Брессан стал голштинским камергером и бригадиром, получил чин статского советника, стал президентом Мануфактур-коллегии и директором всех подведомственных ей фабрик, в том числе Шпалерной мануфактуры.
Во время дворцового переворота 1762 года Брессан, один из немногих, до конца остался верен императору. Утром 28 июня, когда сторонники Екатерины намеревались занять войсками Калинкинский мост для того, чтобы прервать сношение с Ораниенбаумом и не допускать до Петра III известий о ходе событий, Брессан предупредил занятие моста, спешно передав через слугу, переодетого крестьянином, записку императору.
Французский дипломат М.-Д. Корберон, в апреле 1776 года посетивший Шпалерную мануфактуру, оставил следующую характеристику Брессана:

Брессан, стоящий во главе этого предприятия, не очень искусен в этом деле; его познания, кажется, очень ограниченны, но он болтлив, ловок и льстив, что вполне достаточно для достижения успеха.— М.-Д. Корберон. Из записок.